# Haus Salmegg

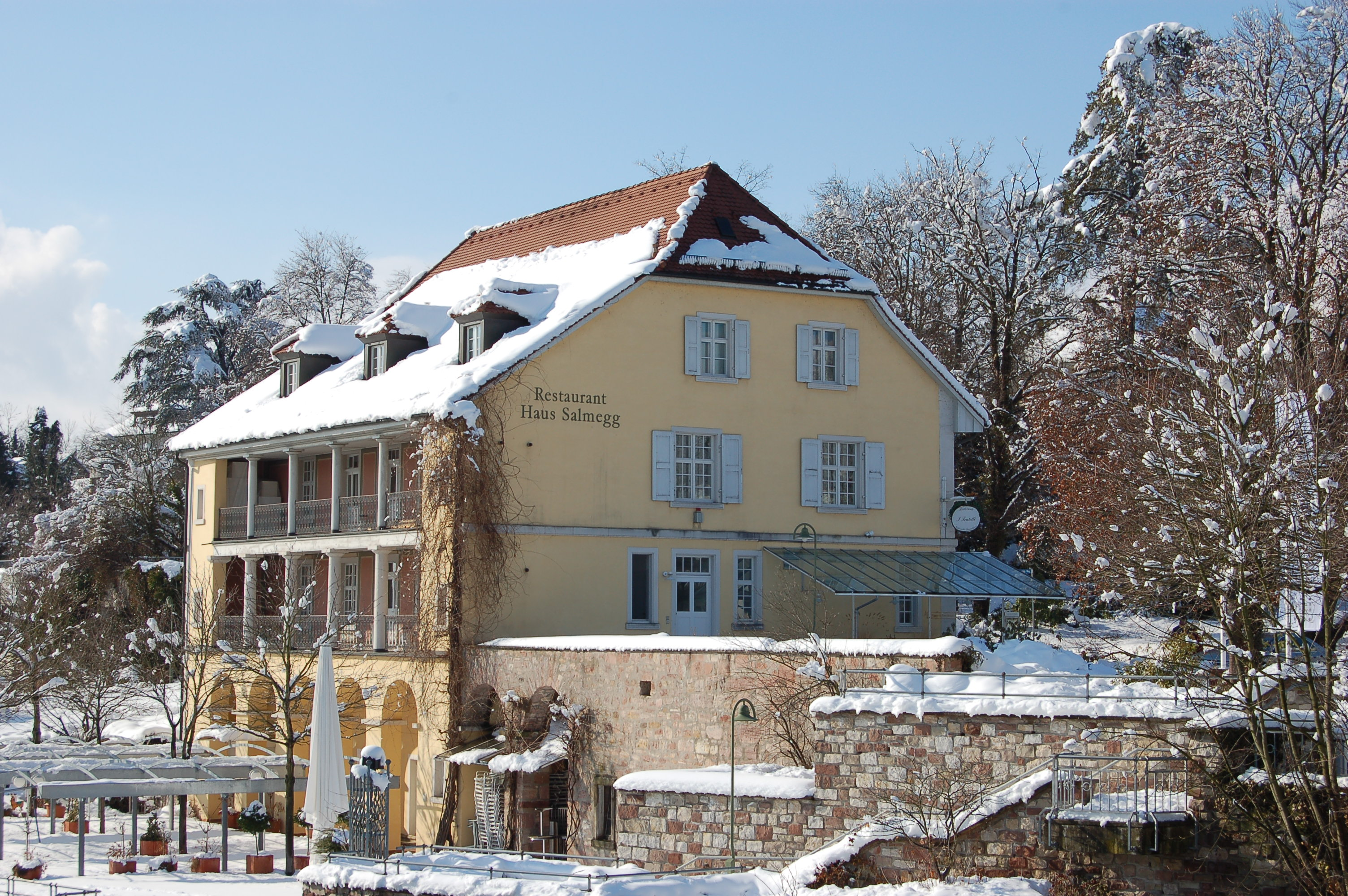
Das Haus Salmegg, im Hintergrund der Stadtpark

Das Haus Salmegg ist ein denkmalgeschütztes ehemaliges Wohngebäude in Rheinfelden (Baden). Es liegt direkt am Rheinufer beim deutschen Zoll vor der Alten Rheinbrücke. Stilistisch ist es dem Neoklassizismus zuzuordnen.

## Name
Der Name Salmegg leitet sich von der Bezeichnung «Salm» für die früher zahlreich im Rhein vorkommenden Lachse ab. Auf einem kleinen Fundament im Rhein, direkt vor dem Haus, befand sich früher eine sogenannte „Salmenwaage“, ein Hebelgestell, mit dem ein Fischnetz ins Wasser gelassen und wieder heraufgezogen werden kann.

## Geschichte

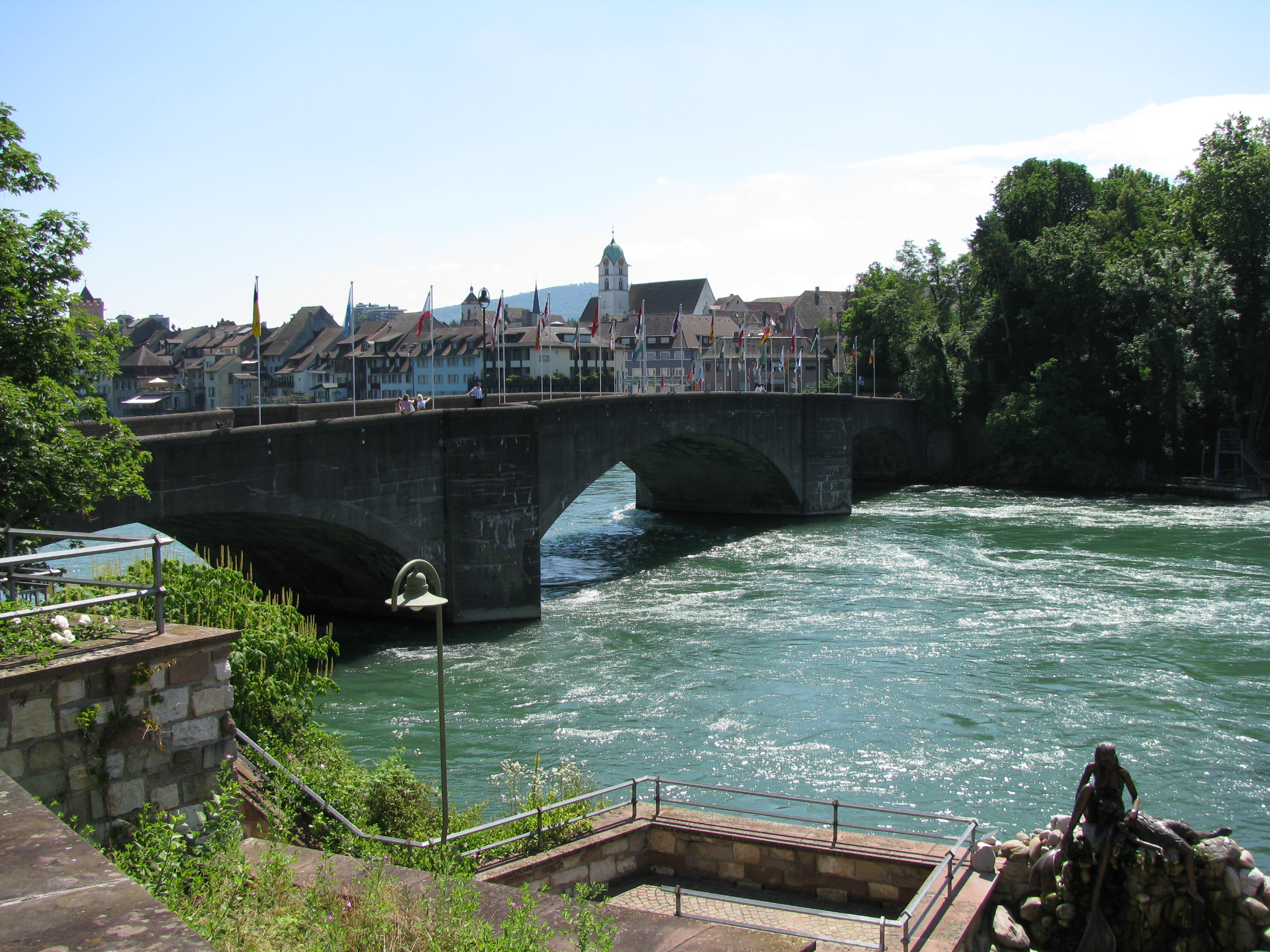
Blick vom Haus Salmegg auf die alte Rheinbrücke und im Hintergrund das Schweizer Rheinfelden und (rechts) das „Inseli“

Bis 1744, als das Kastell auf dem „Inseli“ vor Rheinfelden (ehemals Burg Stein) zerstört wurde, stand an der Stelle des heutigen Hauses bereits mehrere Jahrhunderte lang das Gasthaus zur «Aue», bei dem auch Gericht gehalten wurde. Direkt benachbart am nördlichen Kopf der Rheinbrücke befand sich (und befindet sich noch heute) eine Zollstation. Am Rheinufer unterhalb des Hauses war eine Schifflände, auf der Ostseite der Brücke eine Pferdeschwemme (sie ist hinter dem heutigen deutschen Zollgebäude noch zu erkennen).
Das heutige Haus Salmegg wurde in den Jahren 1824/25 auf Fundamentresten der Befestigungsanlagen des einstigen Brückenkopfes erbaut. Bauherr war Franz Joseph Dietschy (1770–1842). Der im Wiesental geborene Dietschy wohnte auf der anderen Seite des Rheins im Schweizer Rheinfelden, wo er Inhaber des Gasthofs und der Brauerei «Salmen» sowie Stadtammann war. Das Haus Salmegg sollte ein Sommerhaus auf der besonnten Seite des Rheins für Dietschys Frau Anna-Maria, geborene Tschudy, sein. Sie starb jedoch wenige Jahre nach der Errichtung. Anschließend war das Gebäude nur selten in Benutzung. Nur eine Enkelin Dietschys, verheiratet mit dem Verleger Martin Benziger aus Einsiedeln in der Innerschweiz, wohnte längere Zeit dort (bis 1911).
Im Ersten und Zweiten Weltkrieg war der Grenzübergang geschlossen. In der Zeit des Nationalsozialismus in Deutschland, als Grundbesitz von Schweizern in Deutschland unerwünscht war (und umgekehrt), mussten die Nachfahren 1942 ihr Anwesen gegen zwei Häuser in der Schweiz tauschen, wodurch das badische Rheinfelden in den Besitz des Hauses Salmegg gelangte. Nun wohnten dort zwangseingewiesen deutsche Familien. Zeitweise war auch die städtische Musikschule im Haus untergebracht. Erst 1962 wurde der ursprünglich dem Haupthaus vorgelagerte große Wirtschaftsteil abgerissen. 1988 kaufte die städtische Wohnungsbaugesellschaft das Haus Salmegg samt umgebendem Parkgrundstück. Die 1989 erfolgte Renovierung und Umnutzung erhielt eine Auszeichnung für „Gutes Bauen“.

## Nutzung
Im Untergeschoss von Haus Salmegg ist ein gehobenes Restaurant, im Erdgeschoss ein Veranstaltungssaal mit Trauzimmer untergebracht. Im ersten Stock befinden sich Räume für Ausstellungen des Vereins für Kunst und Geschichte Haus Salmegg und im Dachgeschoss befand sich bis 2017 das Stadtmuseum von Badisch Rheinfelden. Der landschaftlich gestaltete ehemalige Park des Hauses ist heute Teil des Stadtparks von Badisch Rheinfelden; in ihm erinnert bis heute ein Denkmal an Dietschys verstorbene Frau und alter Baumbestand (unter anderem eine große Rotbuche und hohe Kiefern) an die frühere Anlage.

## Kunstwerke am Haus Salmegg

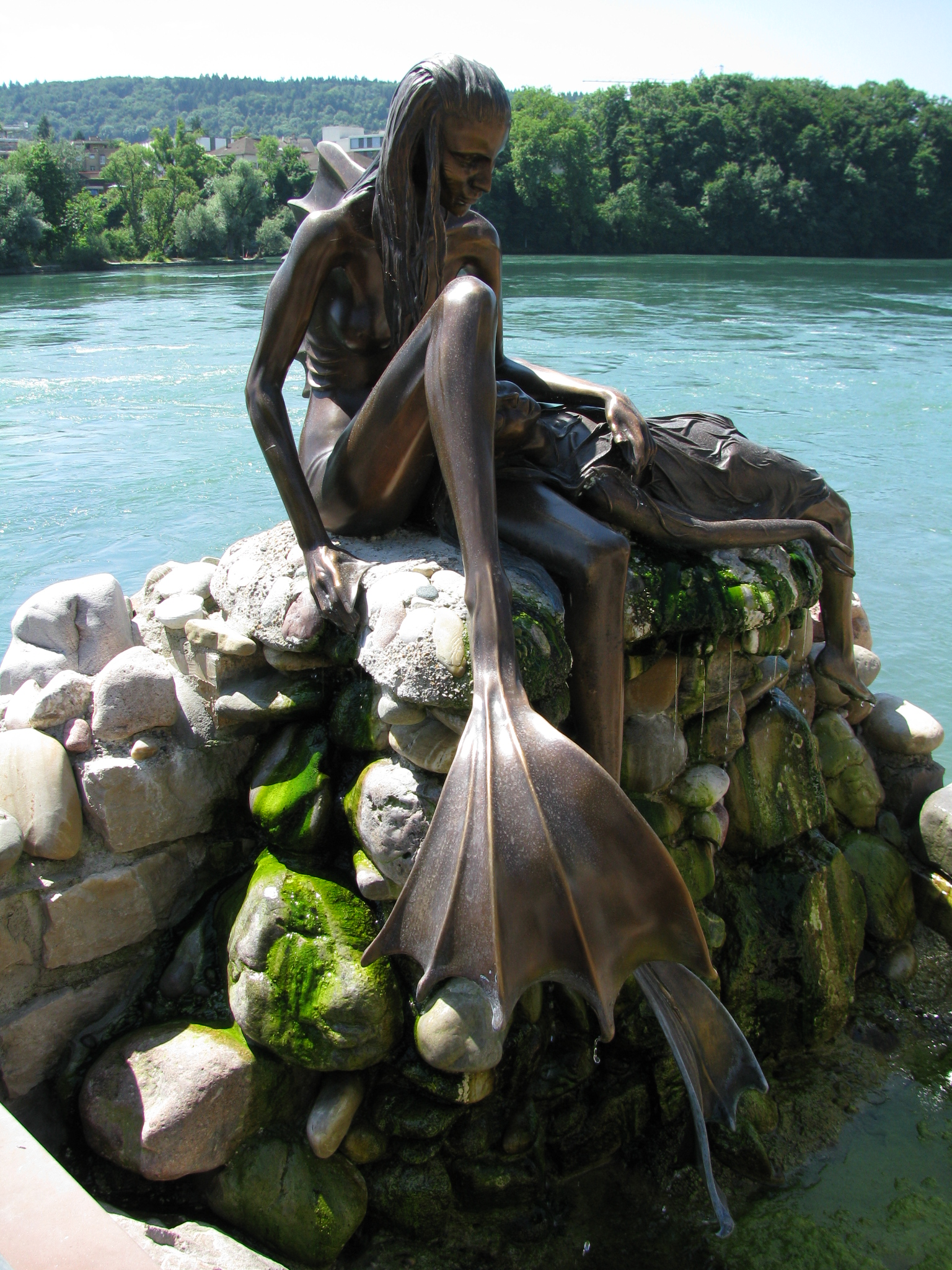
Die St.-Anna-Skulptur beim Haus Salmegg

Auf dem Vorplatz zwischen der Rheinbrücke und dem Haus Salmegg steht die sogenannte Stadtsäule, geschaffen von dem Bildhauer Leonhard Eder aus dem badischen Rheinfelden. Sie besteht aus Muschelkalk, so wie der Untergrund des Rheins in dieser Region. Ein Paar überdimensionale Hände, durch die – in Stein angedeutet – Wasser quillt, symbolisiert die Nutzung der Wasserkraft des Flusses im alten Rheinfelder Wasserkraftwerk, das zur Keimzelle der badischen Stadt wurde. Seitlich in die Säule eingravierte chemische Formeln verweisen auf die bedeutende Aluminium- und Chlorchemie in der Geschichte der Industriestadt. Außerdem kann man die Namen der Bürgermeister der Stadt finden. Farbstreifen entsprechen den Stadtfarben.
Vor der Terrasse des Salmegg-Restaurants, auf einem von mehreren Betonsockeln am deutschen Rheinufer, die ursprünglich Masten einer Stromverbundleitung vom Wasserkraftwerk Rheinfelden zum Kraftwerk Augst/Wyhlen trugen, steht seit 1997 ein Kunstwerk („Dickfigur Beteigeuze“) des Schweizer Künstlers Bernhard Luginbühl. Die über eine Tonne schwere Eisenkugel, vor der an Ketten ein Anker liegt, ist ein Geschenk des Schweizer Rheinfelden an die badische Schwesterstadt aus Anlass des 75-jährigen Jubiläums der Stadterhebung.
Im Rhein direkt vor dem Haus Salmegg befindet sich eine starke Eintiefung im Flussgrund, das wegen seiner gefährlichen Wirbelbildungen berüchtigte St.-Anna-Loch. In freier künstlerischer Interpretation einer mythischen Erzählung um dieses Sankt-Anna-Loch gestaltete der im nahen Höllhaken-Haus am deutschen Rheinufer wohnende Künstler Roland Kistner anlässlich der im badischen Rheinfelden abgehaltenen Gartenschau im Jahr 2007 auf der Restaurant-Terrasse des Hauses Salmegg einen Brunnen mit zwei Bronzefiguren: auf einem Steinaufbau an der Uferbrüstung sitzt eine amphibische Frauengestalt (mit Kiemen und großen Froschfüßen, über die Wasser in ein kleines Steinbecken fließt); die Gestalt trauert um ein daneben liegendes ertrunkenes Kind.